# 奥尔沃 (厄尔省)
奥尔沃（法語：Orvaux，法語發音：[ɔʁvo]）是法国厄尔省的一个旧市镇，属于埃夫勒区。2018年，奥尔沃与邻近的2个市镇合并为新市镇勒瓦勒多雷，奥尔沃为新市镇行政中心。

## 地理
奥尔沃（48°56'21"N, 1°2'0"E）面积6.2 平方千米，位于法国诺曼底大区厄尔省，该省份为法国北部内陆省份，北起滨海塞纳省，西接奧恩省和卡爾瓦多斯省，南至厄尔-卢瓦省，东临瓦兹省、瓦兹河谷省和伊夫林省。
与奥尔沃接壤的市镇（或旧市镇、城区）包括：尚多朗、勒弗雷讷、戈德勒维尔-拉里维耶尔、勒梅尼勒阿尔德赖、诺让勒塞克。
奥尔沃的时区为UTC+01:00、UTC+02:00（夏令时）。

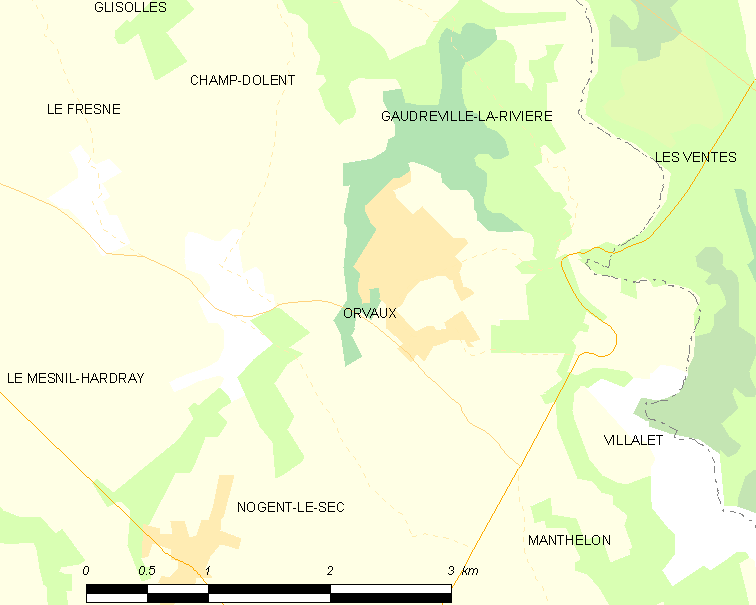
奥尔沃的OSM定位图

## 行政
奥尔沃的邮政编码为27190，INSEE市镇编码为27447。

## 政治
奥尔沃所属的省级选区为乌什地区孔什县。

## 人口

1962-2008年间奥尔沃人口变化图示

奥尔沃于2018年1月1日时的人口数量为513人。